# SC Blau-Weiß Köln
SC Blau-Weiß Köln is een Duitse voetbalclub uit Keulen, meer bepaald uit het stadsdeel Lindenthal.

## Geschiedenis
De club werd opgericht in 1906 als Lindenthaler Spielverein, de eerste wedstrijd van de club werd met 0:31 verloren. In 1907 werd de naam gewijzigd in Köln-Lindenthaler FV 06. In 1926 promoveerde de club naar een van de hoogste klassen van de West-Duitse voetbalbond en nam de naam SC Blau-Weiß Köln aan. De club eindigde steevast in de middenmoot en speelde in de hoogste klasse tot 1933 toen de competitie grondig hervormd werd. De West-Duitse bond met al zijn competities werd opgedoekt en vervangen door enkele Gauliga's. Door een voorlaatste plaats kwalificeerde de club zich niet voor de Gauliga Mittelrhein. Na één seizoen promoveerde de club, maar kon het behoud niet verzekeren. Het was het laatste seizoen dat de club ooit op het hoogste niveau zou spelen.
Na de Tweede Wereldoorlog speelde de club nog voor een ticket in de Oberliga West, de nieuwe hoogste klasse, maar verloor dit tegen Preußen Dellbrück. Eind jaren vijftig speelde de club nog in de Landesliga (derde klasse) en degradeerde in 1961. De club zakte weg naar de anonimiteit en speelde verder in de laagste klassen.
In 1985 fusioneerde de club met FSV Gebäudereiniger en promoveerde naar de Landesliga. In de jaren negentig degradeerde de club weer. Het duurde tot 2025 voordat de club weer promoveerde naar de Landesliga.